# Soroll violeta

Espectre freqüencial de soroll violeta

El soroll violeta és un senyal o procés amb un espectre de freqüències tal que la seva densitat espectral de potència és proporcional a la seva freqüència al quadrat. El seu contingut d'energia per freqüència augmenta en 6 dB per octava. 
També és conegut com a soroll blanc diferenciat, ja que és el resultat de realitzar una operació de diferenciació o derivada al senyal de soroll blanc. El soroll acústic d'origen tèrmic dintre de l'aigua té l'espectre violeta.

## Definició formal
Sigui un senyal x(t) definit en el temps, llavors x(t) serà soroll blanc si la densitat espectral de potència és directament proporcional a la feqüència (vegeu Fig.1):
{\displaystyle S_{xx}(f)=\left|X(f)\right|^{2}}= {\displaystyle f^{2}}
on
{\displaystyle X(f)} és la transformada de Fourier de x(t) {\displaystyle X(f)=\int _{-\infty }^{\infty }x(t)\ e^{-2\pi ift}\,dt}